# Tvärgående bukmuskeln
Den tvärgående bukmuskeln, även känd som transversus abdominis eller transversusmuskeln, är ett muskellager i den främre och laterala (fram och sido) bukväggen som ligger djupt om (under) den inre sneda muskeln. 

## Övriga bilder

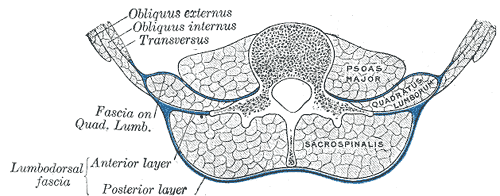
Diagram över ett tvärsnitt av den bakre bukväggen, för att visa dispositionen av den lumbodorsala fascian.
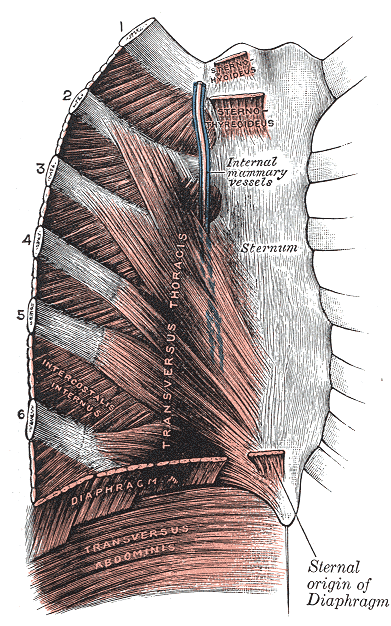
Bakre yta av bröstbenet och revbensbrosken, visar Transversus thoracis.
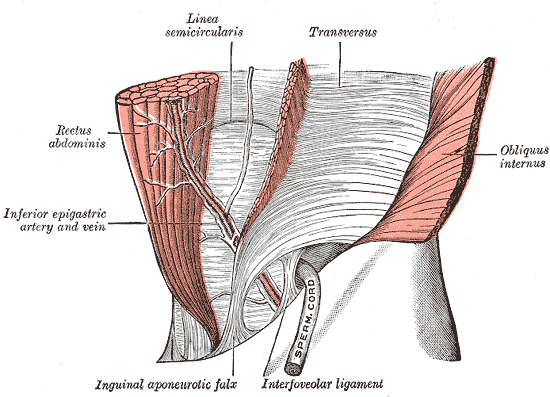
Det interfoveolära ligamentet, sett framifrån.
Diagram av skida av rectus abdominis.
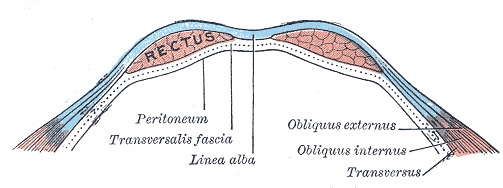
Diagram av ett tvärsnitt genom den främre bukväggen, under linea semicircularis.
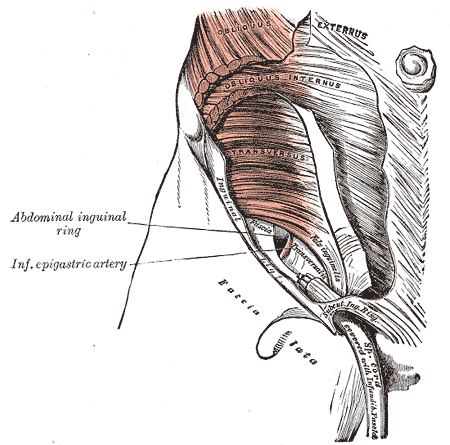
Inguinalkanalen
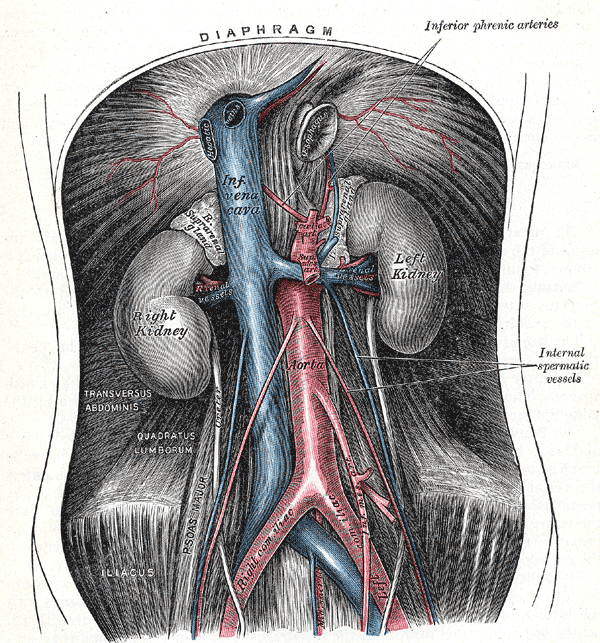
Bukaorta och dess grenar.